# SR (Programmiersprache)
SR (Abkürzung für Synchronizing Resources) ist eine Programmiersprache, erstellt für die parallele Programmierung.

## Hello World in SR
```
# simple program
resource hello

body hello()
    write(„Hello world“)
end
```

Es ist auch eine komprimierte Version möglich.
Man lässt „body hello()“ weg und schreibt nur noch „resource hello()“ diesmal aber mit Klammern.
```
# simple program
resource hello() 
    write(„Hello world“)
end
```

Der Name der Resource ist nicht verbunden mit dem Dateinamen.
Das obenstehende Programm „hello“ kann in einer Datei abgespeichert werden, die world.sr heißt.

## Übersetzung
Der SR-Programmcode wird mittels sr programmname.sr -o name
in ein ausführbares Programm übersetzt. Die Übersetzung erfolgt in zwei Schritten: Im ersten Schritt wird der SR-Quelltext geparst und in C-Quelltext übersetzt. Anschließend wird dieser mit einem normalen C-Compiler (z. B. GCC) kompiliert.

## Bibliographie
- Gregory R. Andrews, Ronald A. Olsson: The SR Programming Language: Concurrency in Practice, ISBN 0-8053-0088-0
- Stephen J. Hartley: Operating Systems Programming: The SR Programming Language, Oxford University Press, ISBN 0-19-509579-0